# قطار سریع‌السیر (فیلم ۲۰۲۲)
قطار سریع‌السیر (به انگلیسی: Bullet Train) یک فیلم کمدی-اکشن آمریکایی به کارگردانی دیوید لیچ که در سال ۲۰۲۲ منتشر شد. فیلم‌نامه این فیلم توسط زک اولکویچ بر اساس رمانی از کوتارو ایساکا به رشته تحریر درآمده است. برد پیت در این فیلم نقش قاتلی سیاسی را ایفا می‌کند که در حالی سوار بر نسخهٔ تخیلی از توکایدو شینکانسن است، باید با قاتلان هم‌نوع خود مبارزه کند. دیگر گروه بازیگران فیلم جوئی کینگ، آرون تیلور-جانسون، برایان تایری هنری، اندرو کوجی، هیرویوکی سانادا، مایکل شنون، بد بانی و ساندرا بولاک هستند.
فیلمبرداری اصلی قطار سریع‌السیر در نوامبر ۲۰۲۰ در لس آنجلس آغاز شد و در مارس ۲۰۲۱ به پایان رسید. این فیلم در ۱۸ ژوئیه ۲۰۲۲ در پاریس به نمایش درآمد و در ۵ اوت ۲۰۲۲ به‌وسیلهٔ گروه سینمایی سونی پیکچرز در ایالات متحده اکران شد. این فیلم با بودجه تولیدی حدود ۹۰ میلیون دلاری بیش از ۲۳۰ میلیون دلار در سرتاسر جهان فروخت و نقدهای مبهم و متفاوتی از سوی منتقدان دریافت کرد.
موضوع: پنج آدمکش حرفه‌ای در یک قطار شینکانسن ژاپنی همدیگر را می‌یابند و می‌فهمند که مأموریت هر یک مربوط به مأموریت چهار نفر دیگر است.

## داستان
یوییچی کیمورا، که با عنوان «پدر» شناخته می‌شود، سوار قطار سریع‌السیر شینکانسن در توکیو می‌شود تا فردی را بیابد که پسر خردسالش، واتارو، را از پشت‌بام ساختمانی به پایین پرت کرده و او را به کما برده است. در همین حال، «لیدی‌باگ» (کفشدوزک) که مأموری تحت هدایت مدیر عملیاتی‌اش، ماریا بیتل (ماریا سوسکه)، است، مأمور می‌شود به‌جای همکار بیمارش، کارور، یک کیف پر از پول را از همان قطار بازیابی کند. لیدی‌باگ بی‌میل است، چرا که در مأموریت‌های اخیرش، بدشانسی‌های پی‌درپی موجب مرگ‌های تصادفی شده‌اند.
در قطار، دو برادر آدمکش بریتانیایی با نام‌های رمز «لمون» (لیمو) و «تنجِرین» (نارنگی) نیز حضور دارند که به‌تازگی مردی را با نام «پسر» از دست آدم‌ربایان نجات داده‌اند و اکنون او و کیف پول را به پدرش، رئیس روس‌تبار گروه یاکوزا با لقب «مرگ سفید» تحویل می‌دهند. در طول مسیر، پسر با سم کشته می‌شود. لیدی‌باگ به‌طور پنهانی کیف را می‌دزدد، اما هنگام پیاده‌شدن، مورد حملهٔ آدمکشی با لقب «گرگ» قرار می‌گیرد که او را از عروسی‌اش به یاد دارد؛ جایی که همسرش کشته شد. گرگ، به اشتباه، گمان می‌کند لیدی‌باگ یکی از قاتلان همسرش است، اما در درگیری، به‌طور تصادفی با چاقوی خودش کشته می‌شود.
یوییچی متوجه می‌شود که فردی که واتارو را پرت کرده، زن جوانی با نام رمز «پرنس» بوده، اما او از یوئیچی پیشی می‌گیرد. پرنس، یوئیچی را با نقشه‌ای به قطار کشانده تا او را وادار کند رئیسش، مرگ سفید، را به قتل برساند. برای اطمینان از همکاری یوئیچی، همدستی از طرف پرنس در بیمارستان، واتارو را به گروگان گرفته است.
لیدی‌باگ، لمون را از مأموریتی ناکام در ژوهانسبورگ به یاد می‌آورد و پیشنهاد می‌دهد کیف را پس بدهد تا اجازهٔ ترک قطار را داشته باشد. لمون گمان می‌برد که لیدی‌باگ قاتل پسر است و درگیری درمی‌گیرد که در آن، لمون بی‌هوش می‌شود و لیدی‌باگ آب او را با داروی خواب‌آور مسموم می‌کند. تنجرین، لمون را بیدار می‌کند و هر دو برای یافتن لیدی‌باگ و انداختن قتل پسر به گردن او، جدا می‌شوند. پرنس کیف را می‌یابد، آن را به مواد منفجره مجهز می‌کند و تفنگ یوئیچی را طوری دست‌کاری می‌کند که در صورت شلیک منفجر شود.
لیدی‌باگ با تنجرین روبه‌رو می‌شود و پس از گریز از افراد مرگ سفید، او را از قطار به بیرون پرت می‌کند، اما تنجرین از بیرون دوباره سوار قطار می‌شود. لمون که به آن دو مشکوک شده، به یوئیچی شلیک می‌کند و می‌خواهد پرنس را نیز بکشد، اما پس از نوشیدن آب مسموم، بی‌هوش می‌شود. پرنس به لمون شلیک می‌کند و او و یوئیچی را در دستشویی مخفی می‌کند.
لیدی‌باگ با آدمکشی به نام «هورنت» (زنبور سرخ) مواجه می‌شود که مهمانان عروسی گرگ و پسر را با زهر قمچه‌مار درختی مسموم کرده بود. در جریان درگیری، هر دو در معرض سم قرار می‌گیرند، اما لیدی‌باگ پیش از هورنت پادزهر را مصرف می‌کند و او می‌میرد. تنجرین با پرنس مواجه می‌شود و با دیدن یکی از برچسب‌های قطار لمون روی لباس او، درمی‌یابد که پرنس به لمون شلیک کرده است. در همین لحظه، لیدی‌باگ وارد می‌شود و تنجرین پیش از آنکه بتواند به پرنس شلیک کند، کشته می‌شود.
در ایستگاه بعد، پدر یوئیچی با عنوان «پیر» سوار قطار می‌شود. او صدای پرنس را می‌شناسد و به او می‌گوید واتارو در امان است چون همدستش را کشته‌اند. پس از فرار پرنس، پیر به لیدی‌باگ می‌گوید که در قطار می‌ماند تا با مرگ سفید مقابله کند، کسی که در زمان به‌دست گرفتن قدرت یاکوزا همسرش را کشته است. با یافتن یوئیچی و لمون که زنده هستند، این چهار نفر تصمیم به همکاری می‌گیرند تا با مرگ سفید مقابله کنند.
در کیوتو، لیدی‌باگ کیف را به مرگ سفید تحویل می‌دهد. پرنس، که معلوم می‌شود دختر مرگ سفید است، تلاش می‌کند او را وادار به شلیک با اسلحه دست‌کاری‌شده کند، اما موفق نمی‌شود. مرگ سفید توضیح می‌دهد که همهٔ آدمکش‌ها و حتی پسرش به‌نحوی در مرگ همسرش دخیل بوده‌اند. او آن‌ها را استخدام کرده بود به این امید که همدیگر را بکشند، بی‌آن‌که بداند قاتل اصلی همسرش، کارور، با لیدی‌باگ جایگزین شده است. افراد مرگ سفید کیف را باز می‌کنند و انفجار حاصل از آن، لیدی‌باگ و مرگ سفید را دوباره به داخل قطار پرتاب می‌کند. باقی افراد مرگ سفید سوار قطار می‌شوند و درگیری شدیدی با آدمکش‌ها درمی‌گیرد، در حالی که پیر با مرگ سفید وارد دوئل می‌شود. قطار در مرکز شهر کیوتو سقوط می‌کند.
مرگ سفید که از سقوط جان سالم به در برده و با کتانای پیر زخمی شده، تلاش می‌کند لیدی‌باگ را بکشد، اما اسلحهٔ پرنس در دستانش منفجر می‌شود. پرنس، لیدی‌باگ، یوئیچی و پیر را با مسلسل تهدید می‌کند، اما توسط کامیونی پر از نارنگی که راننده‌اش لمون است، زیر گرفته می‌شود.
ماریا برای بردن لیدی‌باگ می‌رسد و پلیس ژاپن عملیات پاک‌سازی محل حادثه را آغاز می‌کند.

## بازیگران
- برد پیت در نقش لیدی باگ، یک قاتل کارکشته اما بدشانس آمریکایی که از اضطراب رنج می‌برد.
- جوئی کینگ در نقش پرنس، دختر مدرسه‌ای جوانی که از پشت پرده در حال دستکاری قاتلان است.
- آرون تایلر-جانسون در نقش نارنگی، یک قاتل مجرب بریتانیایی و برادر دوقلوی لیمون
- برایان تایری هنری در نقش لیمون، یک قاتل مجرب بریتانیایی و برادر دوقلوی نارنگی
- زازی بیتز
- ماسای اوکا
- مایکل شنون
- لوگان لرمن
- هیرویوکی سانادا
- کارن فوکوهارا
- بد بانی
- ساندرا بولاک
- پاشا لیچنیکوف
- میرای گربیچ

## تولید
در ژوئن ۲۰۲۰ اعلام شد که سونی پیکچرز دیوید لیچ را برای کارگردانی این فیلم انتخاب کرد. و قرار شد برد پیت در این فیلم بازی کند. جوئی کینگ برای پیوستن به نقشی که به عنوان نقش مکمل در «سطح کمو» توصیف شده وارد مذاکره شد. در سپتامبر، اندرو کوجی نیز اضافه شد، آرون تیلور-جانسون و برایان تایری هنری که در ماه اکتبر به این مجموعه پیوستند. در نوامبر سال ۲۰۲۰، زازی بیتز، ماسای اوکا، مایکل شنون، لیدی گاگا، لوگان لرمن و هیرویوکی سانادا به جمع بازیگران اضافه شده‌اند. در دسامبر، لیچ فاش کرد که کارن فوکوهارا به جمع بازیگران نیز پیوسته‌است و جاناتان سلا به عنوان فیلمبردار مشغول به کار می‌باشد.
پیش تولید این فیلم در اکتبر سال ۲۰۲۰ در لس آنجلس آغاز شد. فیلمبرداری در ۱۶ نوامبر سال ۲۰۲۰ آغاز شد.

## بازخورد
در وبگاه جمع‌آوری نقد راتن تومیتوز، ٪۵۳ از ۳۱۸ بررسی منتقدان مثبت است، و میانگینِ امتیاز آن ٧.٣/۱۰ است. اجماع این وبگاه چنین می‌نویسد: «بازیگران رنگارنگ و اکشن پرسرعتِ قطار سریع‌السیر تقریباً برای ادامهٔ کار در پی از بین‌رفتن داستان کافی است.» این فیلم در متاکریتیک که از میانگین وزنی استفاده می‌کند، بر اساس نظر ۶۱ منتقدین امتیاز ۴۹ از ۱۰۰ را کسب کرده که نشان‌گر «نقدهای مختلط یا متوسط» است.